# Babine Kuće
Babine Kuće (tal. Porto Fontana) su maleno naselje na otoku Mljetu, smješteno uz samu obalu Velikog jezera. Babine se Kuće do 2006. godine nisu smatrale samostalnim naseljem, već zaselkom mjesta Goveđari od kojih su udaljene 400 metara.

## Povijest
Babine Kuće se uvrštavaju među najmlađa naselja na zapadnom dijelu otoka. Prvotno su na mjestu današnjih Babinih Kuća bila skladišta za mreže i barke stanovništva mjesta Goveđari jer su Babine Kuće smještene uz more, a Goveđari su jedino mjesto koje nije na morskoj obali u zapadnom dijelu otoka. Stalna naseljenost samog naselja započinje sredinom 19. stoljeća kada se u to područje prva doseljava obitelj Vojvoda iz Osojnika, koji je oženio kćer Ivana Čumbelića iz Babinog Polja.

## Stanovništvo
Točan broj stanovnika Babinih Kuća se ne može s točnošću ustvrditi jer se broj stanovnika Babinih Kuća, kao bivšeg zaselka mjesta Goveđari, još uvijek pribrojava broju stanovnika samih Goveđara. Smatra se da u Babinim Kućama stalno živi 30-ak stanovnika.

## Gospodarstvo
Babine Kuće imaju sve predispozicije za dobar gospodarski razvoj i lokalno stanovništvo to iskorištava na najbolji mogući način. Mjesto se nalazi u neposrednoj blizini vrlo plodnog polja Pomjente pa su se stanovnici prije dosta bavili poljoprivredom, ponajprije uzgojem vinove loze, jednako tako, s obzirom na to da se nalaze na obali Velikog jezera, stanovništvo je baziralo svoje gospodarstvo i na ribarstvu. Prilagođavajući se turizmu, kao najisplativijoj grani gospodarstva danas, stanovnici se manje bave poljoprivredom i ribarstvom, a više turizmom. Zbog položaja na obali Velikog jezera i izravnog pogleda na otočić sv. Marije Babine Kuće pripadaju redu najposjećenijih mjesta na otoku.

## Njivice
Njivice (tal. Gnìvizze) se nalaze preko puta Babinih Kuća. To maleno mjesto je nastalo 1936. godine, otvaranjem prvog mljetskog hotela Jezero kojeg su izgradila braća Nikola, Antun, Mato i Ivo Stražičić iz Goveđara. U tom je hotelu odsjeo predsjednik bivše SFRJ Josip Broz Tito, kada je posjetio Mljet 1958. godine. Danas je taj hotel zatvoren. U Njivicama danas živi samo obitelj Stražičić.